# パナマ侵攻
アメリカ合衆国によるパナマ侵攻（パナマしんこう、英語: United States Invasion of Panama、スペイン語:Invasión estadounidense de Panamá）は、東西冷戦時代末期の1989年から1990年にかけてアメリカ合衆国とパナマ共和国の間で勃発した戦争である。軍事的には当時のパナマの事実上の指導者マヌエル・ノリエガ司令官が独裁政治を行っている事や、同国がアメリカ合衆国に対して麻薬を密輸している等の理由を掲げてアメリカ合衆国軍がパナマに軍事侵攻した事で始まり、結果的にはアメリカ合衆国側の勝利に終わりパナマ側は降伏しノリエガが逮捕された事で終結した。しかし、他国の政府を軍事力で一方的に崩壊させる行為は国際法に違反しており、その事に対してアメリカ合衆国を批判する意見も根強い。

## 経緯

### ノリエガ体制
軍最高司令官マヌエル・ノリエガは1983年以来、パナマにおける事実上の最高権力者となっていた。しかしノリエガ体制のパナマは非民主的な政治体制が原因で中南米の中でも孤立していただけでなく、中南米における麻薬ルートの温床となっているとされていた。
ノリエガは冷戦下の1966年から中央情報局（CIA）のために働いていたことも明らかになっている。ノリエガはジョージ・H・W・ブッシュがCIA長官時代にその手先となり、キューバのフィデル・カストロ政権やニカラグアのサンディニスタ民族解放戦線政権など、中南米やカリブ海の左派政権の攪乱に協力していた。アメリカの麻薬対策にも協力していると考えられており、1978年から1987年まではアメリカの麻薬取締局（DEA）から毎年感謝状が贈られていた。

### 麻薬戦争と反ノリエガ運動
ところが1986年に税関主導によって行われた「Cチェイス作戦」（Operation C-Chase）により（映画「潜入者」でも描かれた）、ノリエガがアメリカへの麻薬の輸出ならびにマネーロンダリングに関与しているという疑いが浮上してきた。さらに1987年6月には1981年のオマル・トリホス暗殺にノリエガが関与したという疑惑が持ち上がり、反ノリエガ派がノリエガ排除に動き出すという事態となった。
1988年2月にはエリック・アルトロ・デルバイエパナマ大統領はアメリカの支援を受けてノリエガ解任を発表したが、かえってノリエガ派の国会議員によって解任され、マヌエル・ソリス教育相が大統領代行となった。これを受けて3月にはクーデター未遂事件が発生している。また3月にはマイアミの裁判所がノリエガを起訴し、ロナルド・レーガン大統領は「パナマに民主主義が建設されるまでは制裁を続ける」とし、パナマの在米資産凍結とパナマ運河使用料支払い停止を発表した。
パナマはこれに対抗して全ての在パナマ外国資産凍結を発表したが、これにより脆弱なパナマの経済システムは大混乱に陥り、産業稼働率が40パーセントに落ち込んだ。アメリカは裏面でノリエガの引退によって、訴追を免除するという司法取引を持ちかけたが、ノリエガは受けなかった。またCIAの工作も行われたがノリエガの権力は影響を受けなかった。このためレーガン政権末期の段階で「エラボレート・メイズ」作戦など、パナマ侵攻作戦が策定されている。
1989年1月に第41代アメリカ合衆国大統領に就任したジョージ・H・W・ブッシュは、麻薬撲滅の為に「麻薬戦争」と呼ばれる麻薬撲滅政策を掲げた。ノリエガは1989年5月に行われた大統領選挙に自派のカルロス・ドゥケを出馬させたが、当選したのは反ノリエガ派のギジェルモ・エンダラであった。
しかしノリエガは、アメリカ合衆国の干渉があったとして軍を挙げて選挙の無効を宣言し、フランシスコ・ロドリゲス会計院長を大統領とし、権力の保持を図った。この動きを受けて、5月には暴動が発生しただけでなく、9月30日には再びクーデター未遂事件が発生した。12月15日、ノリエガは議会によって「最高の政治指導者」としての地位を承認させ、独裁体制の継続を誇示した。またこの間、ノリエガ派の「尊厳大隊」による反対派への暴行が横行していた。
ブッシュは5月の大統領選挙直後から、特殊部隊のパナマ派遣を極秘裏に承認した。12月16日頃からアメリカ軍人に対する殺害や暴行事件が発生しているという報告が伝えられるようになった。リチャード・ブラウン国防次官の報告によると米軍施設への武装侵入が数十回、そのうちの一件で2人のアメリカ軍兵士が殺害されたとしている。
12月20日深夜0時45分にブッシュはパナマ在住アメリカ人の保護・パナマ運河条約の保全・ノリエガの拘束を主目的とする「大義名分作戦」（Operation Just Cause）の発動を命令した。15分前にはエンダラを大統領として宣誓させている。ブッシュはこの侵攻を、ノリエガの煽動に対するアメリカの自衛権発動であると主張している。

### 侵攻

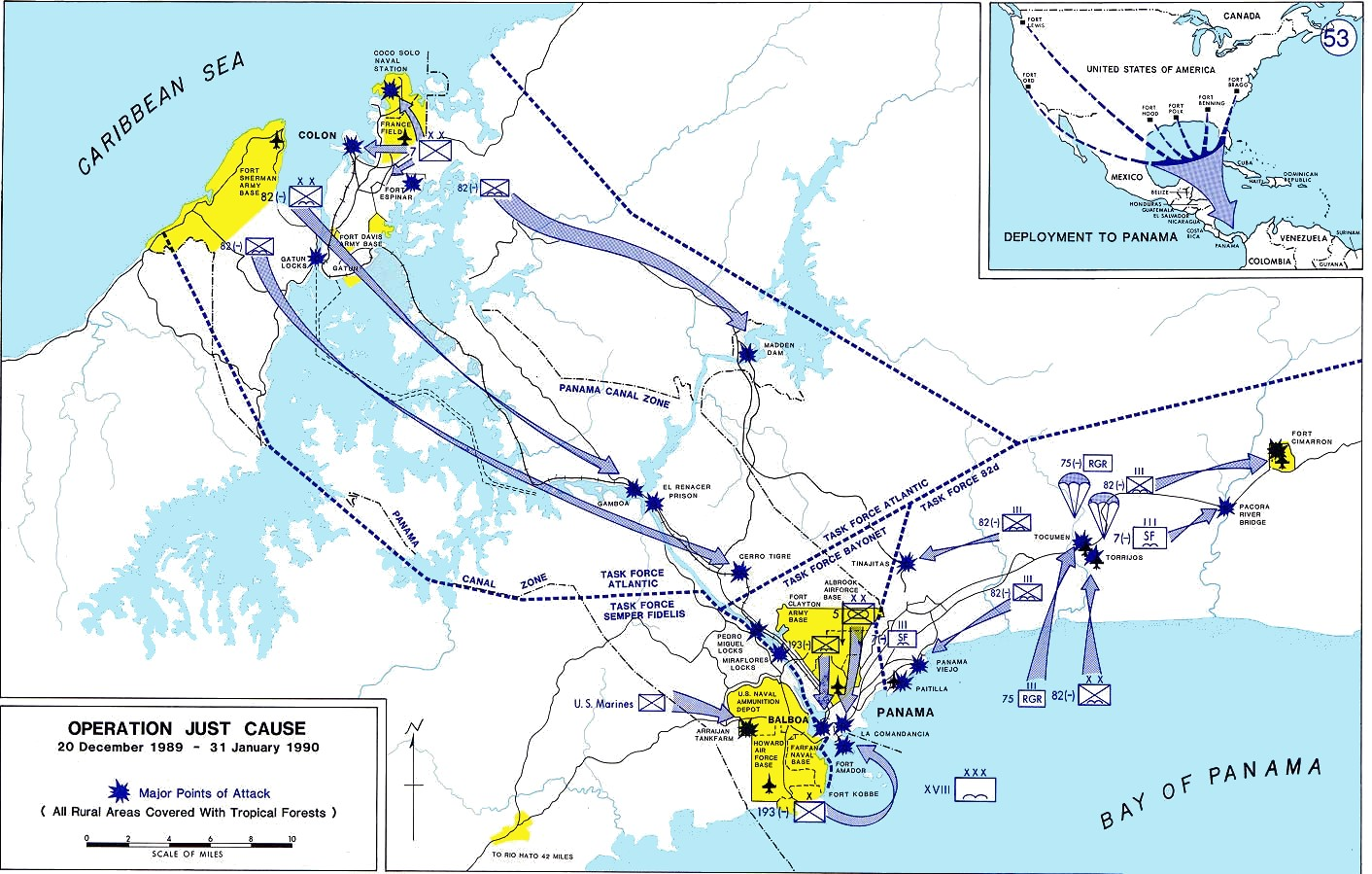
アメリカ軍の侵攻の経緯

「大義名分作戦」は当初「ブルー・スプーン」と名付けられていたが、ジェームズ・L・リンゼイ陸軍大将から「奇妙な作戦名だ」と評されたのをきっかけに作戦名は「大義名分」と改められた。ブッシュは12月20日未明にパナマに駐留していたアメリカ南方軍など空軍・海軍・陸軍からなる5万7384人のアメリカ軍をパナマに侵攻させ、ノリエガの率いるパナマ国家防衛軍との間で激しい戦闘が行われた。
アメリカ製の旧式の武器を中心としたパナマ国家防衛軍に対して、ロッキードF-117型戦闘機やマクドネル・ダグラスAH-64 アパッチなどの最新鋭機を中心とした300機を超える航空機を投入するなど、圧倒的な軍事力を持ったアメリカ軍は間も無く首都のパナマ市を占領した。
なお、ノリエガはアメリカ軍による拘束を逃れてバチカン大使館に逃れたものの、その後アメリカはニフティ・パッケージ作戦によってノリエガを大使館より退去させ、1990年1月3日にアメリカ軍に拘束された。

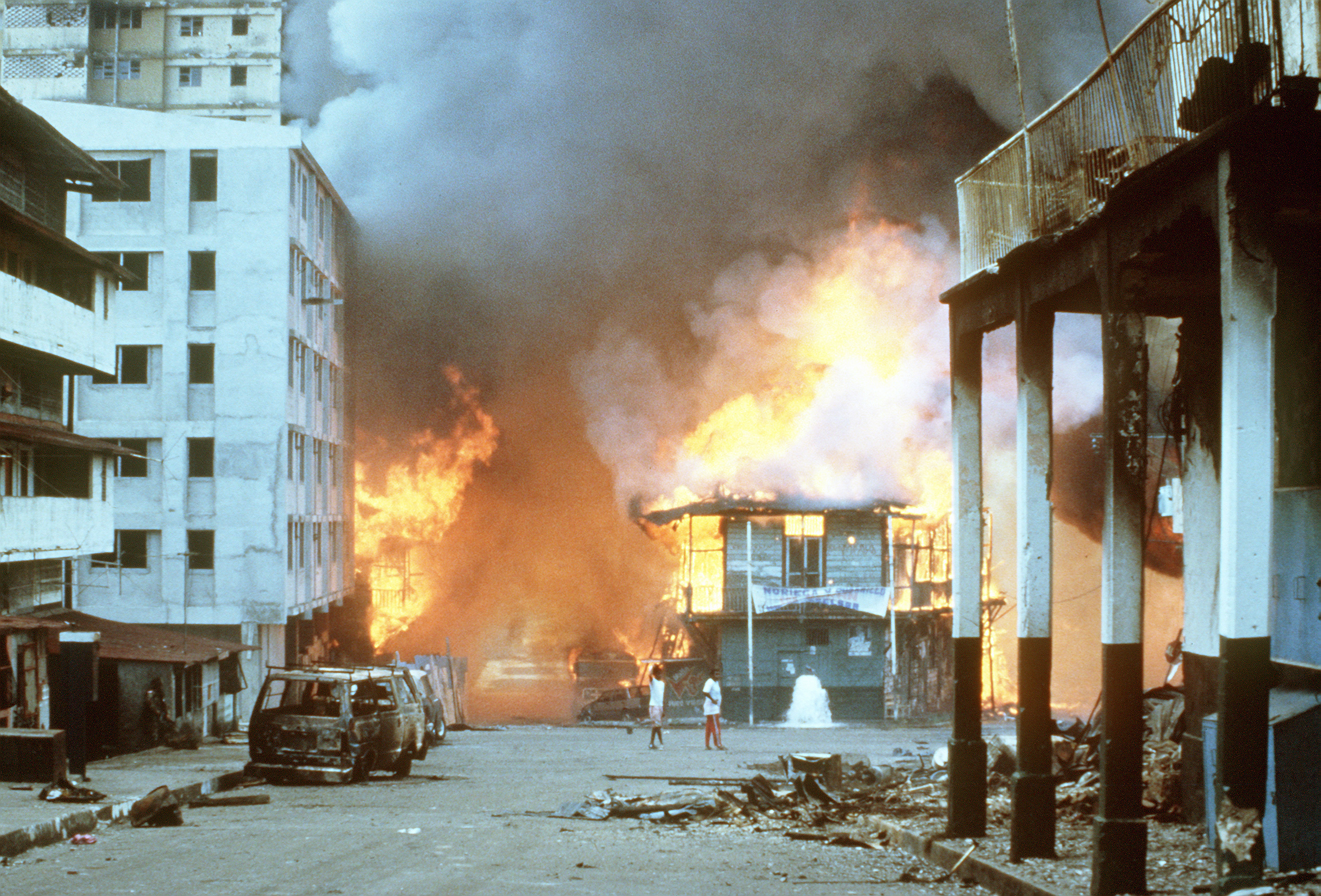
アメリカ軍の攻撃を受け炎上するパナマの街
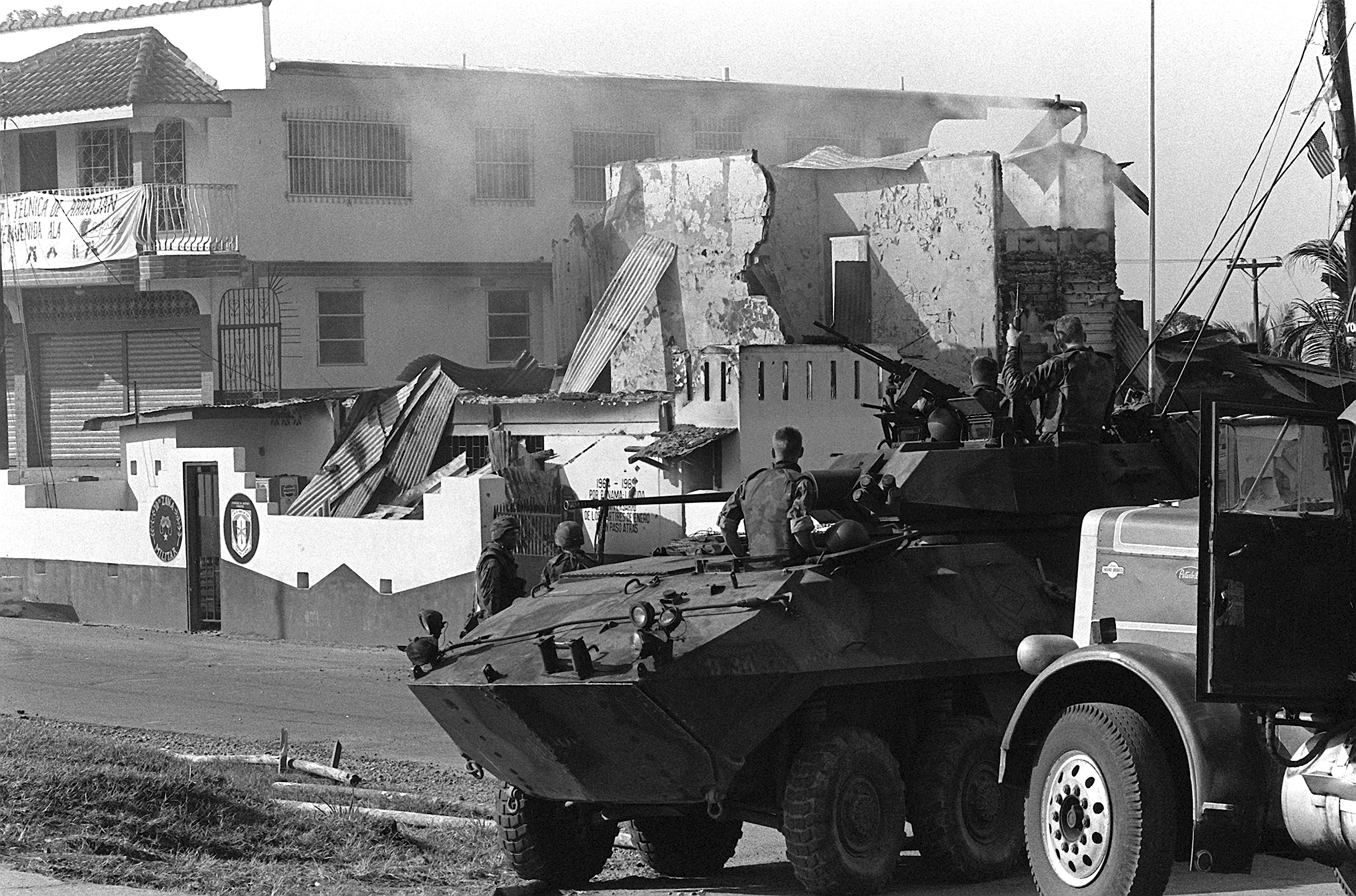
パナマに展開するアメリカ海兵隊のLAV-25
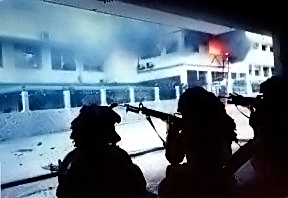
銃撃戦を展開するアメリカ軍第75レンジャー連隊
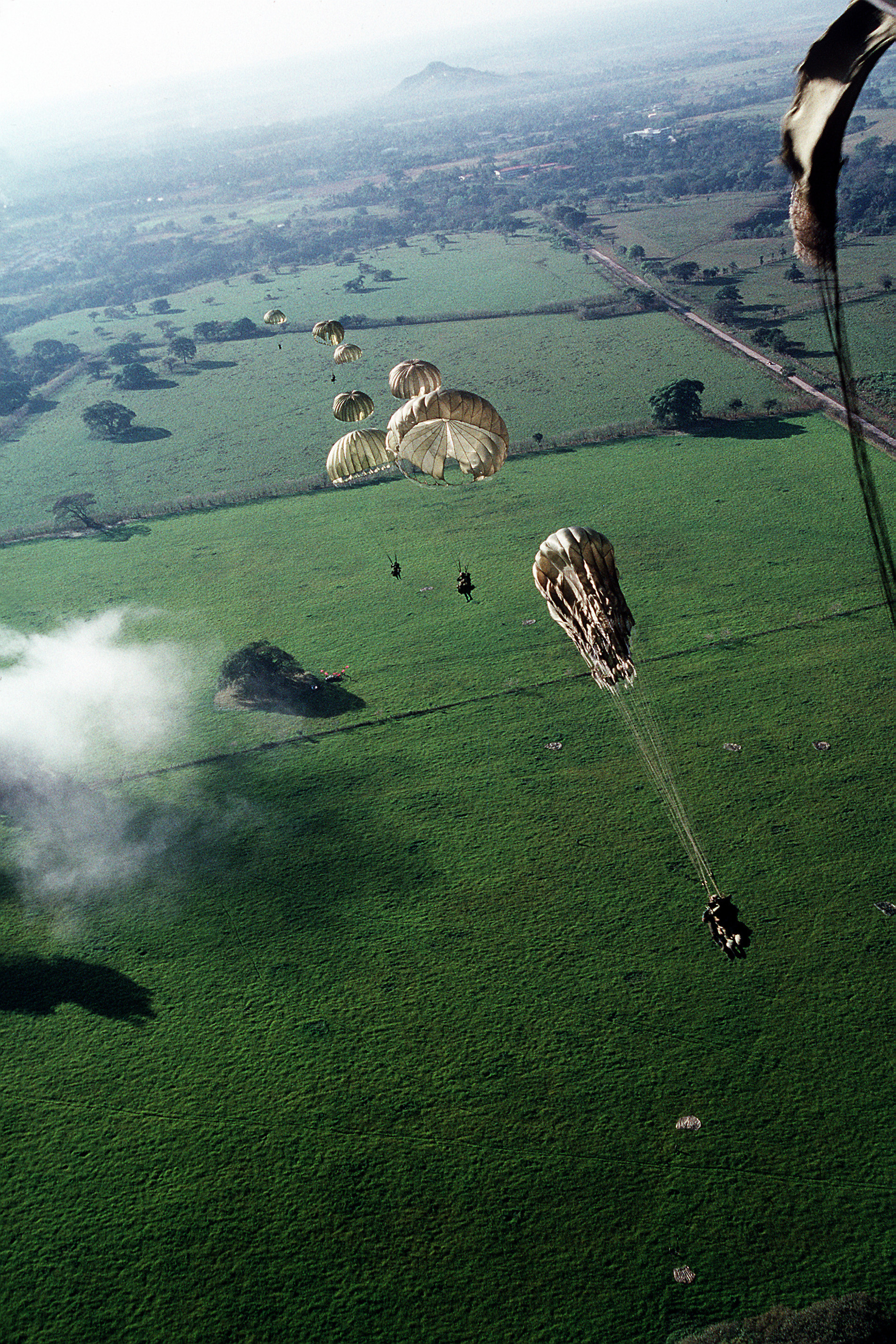
パナマ市の郊外に降下する第508歩兵連隊第1大隊
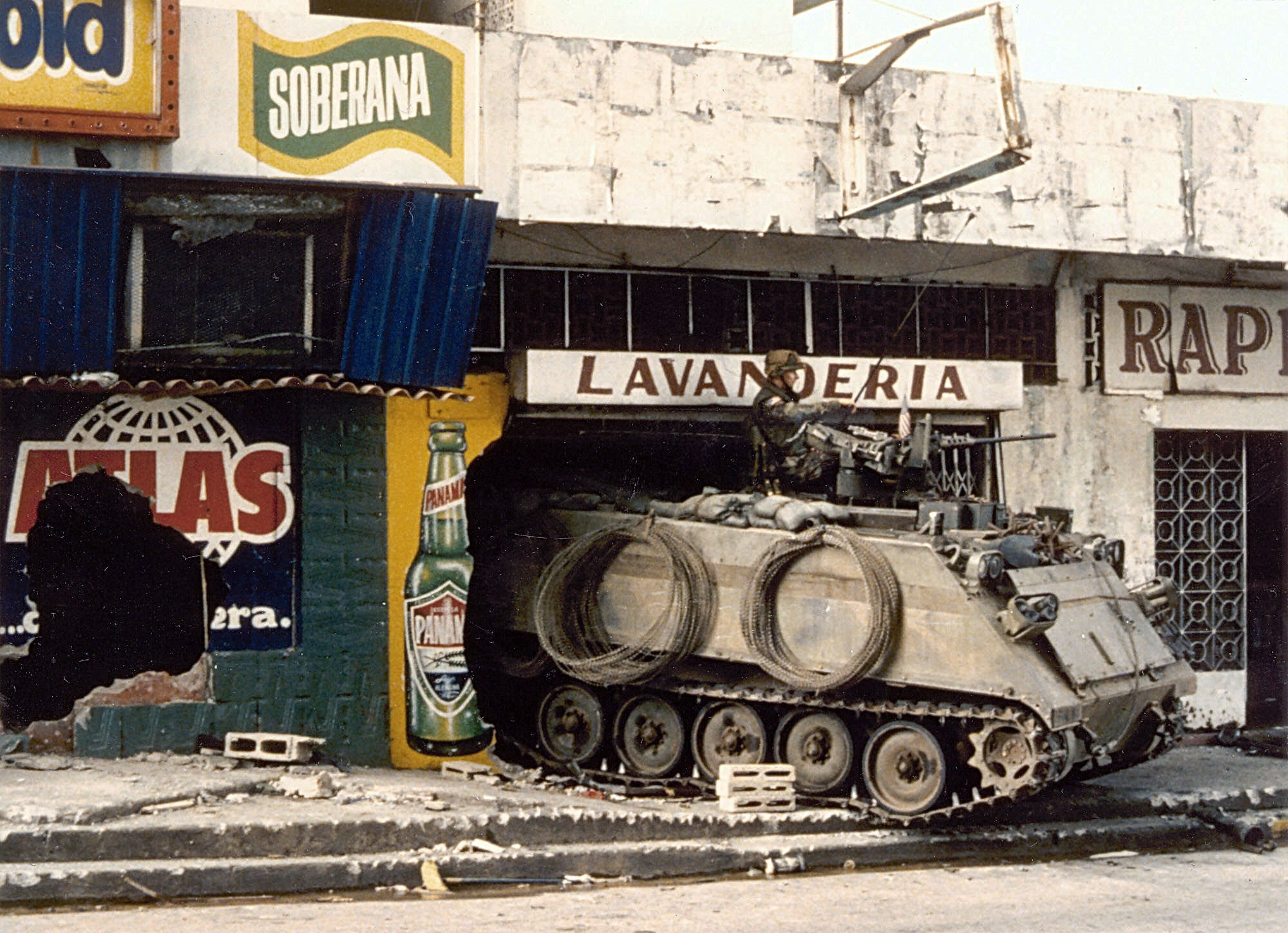
パナマに展開するアメリカ陸軍のM113装甲兵員輸送車
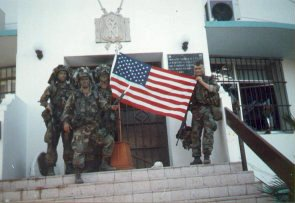
星条旗を持ったアメリカ軍兵士

### 終結
ノリエガはその後アメリカ国内に身柄を移送され、1992年4月にフロリダ州マイアミにて麻薬密売容疑等により禁錮40年の判決を受けた。後に30年に減刑され、さらに模範囚であった為2007年9月9日に釈放されたが、麻薬取引で得た資金のマネーロンダリングをフランスの銀行システムを悪用して行ったとして2010年4月26日に同国に移送され、禁固7年の有罪判決を下された。2011年12月12日に約22年ぶりにパナマに帰国し、在任中の政敵殺害に関与した罪で禁錮20年の刑に服した。
戦後にパナマ国防軍は解体され、非軍事的性格の国家保安隊（国家警察隊・海上保安隊・航空保安隊で構成される）に再編された。